# Adblock Plus
Adblock Plus (ABP) is een extensie voor Internet Explorer, Microsoft Edge, Mozilla Firefox, Google Chrome, Safari en Opera die de inhoud van een pagina filtert.
Het geeft de mogelijkheid aan de gebruiker om pagina-elementen waaronder advertenties te blokkeren en onzichtbaar te maken. Het is de populairste extensie voor Mozilla Firefox en wordt dagelijks gebruikt door 912 miljoen mensen.

## Geschiedenis
Adblock Plus is ontwikkeld om de oude AdBlock, waarbij de ontwikkeling gestopt is in 2004, te vervangen. Het beschikt over een betere gebruikersomgeving, filterabonnementen en de mogelijkheid om elementen te verbergen.
Midden juni 2013 werd er een experimentele versie beschikbaar gesteld voor Internet Explorer. Inmiddels is er ook een stabiele versie van AdBlock Plus voor Internet Explorer.

## Werking
Met behulp van deze extensie kan een gebruiker diverse vormen van (ongewenste) advertenties blokkeren. Er kan niet alleen gebruik worden gemaakt van abonnementen op verschillende filters van anderen, maar een gebruiker kan ook zelf filters voor de blokkade van reclame toevoegen en/of uitzonderingen daarop toestaan. Easylist, een filter die vrijgegeven wordt onder een duallicentie van GPL en Creative Commons Attribution-ShareAlike 3.0 Unported, wordt standaard geactiveerd in Adblock Plus.
Boven een geblokkeerde Adobe Flash en/of Java-applicatie op een bepaalde pagina wordt een icoon geplaatst. Pagina's, afbeeldingen en iframes kunnen geblokkeerd worden met reguliere expressies.
Een (bijkomend) voordeel van het gebruik van deze add-on is, dat websites sneller laden in Mozilla Firefox. De geblokkeerde onderdelen op een webpagina moeten immers niet meer worden opgehaald.
Er is echter ook een nadeel aan het gebruik van deze extensie. Als bepaalde onderdelen van een webpagina wel getoond moeten worden, dan moet een voor een gebruiker ter zake dienende vrijstelling (eenmalig) met de hand worden toegevoegd. Adblock Plus kan daarnaast (tijdelijk) worden uitgeschakeld.
Het programma en gebruik is gratis.

## Statistieken
In de periode januari 2006 tot en met juni 2023 is Adblock Plus meer dan 912 miljoen keer gedownload.